# Gossea indica
Gossea indica is een hydroïdpoliep uit de familie Olindiasidae. De poliep komt uit het geslacht Gossea. Gossea indica werd in 1978 voor het eerst wetenschappelijk beschreven door Bouillon. 